# 대전 시티즌 2017 시즌
대전 시티즌 2017 시즌은 대전의 20번째 시즌이자 K리그 챌린지에서는 3번째 시즌이며 구단 창단 20주년이다. 대표이사로 윤정섭이 유임되었고, 이영익이 대전의 제 10대 감독으로 선임 되었으나, 시즌 중반 사퇴하면서 김종현 코치가 감독 대행직에 취임하였다.
주장으로는 새로 영입된 김진규가 선임되었으며, 이호석, 장원석이 부주장으로 선임되었다.

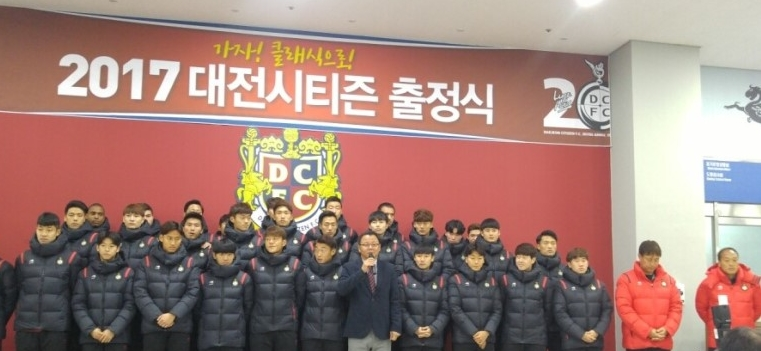
2017시즌 대전시티즌 출정식

## 엠블렘

20주년 엠블렘 발표회

대전 구단은 창단 20주년을 맞이해 기념 엠블렘을 제작하였고, 엠블렘 디자인은 기존 엠블렘 제작자이기도한 장부다 디자이너가 맡았다.
원래는 1월 7일 대전월드컵경기장 중회의실에서 공개될 예정이였으나, 전수현 선수의 영입 과정에서 엠블렘이 조기 유출되며 논란이 일었다.
한편 이번 엠블렘의 경우 기본 색상을 2000년 시즌과 2001년 시즌에 조금씩 변화했던 자주색을 통일시켜 표준화하였고, 피와 투쟁정신을 결합한 핏빛 자주색으로 정하고 ‘Bloody Purple’이라는 명칭을 붙였다. 또한 기존 엠블럼의 핵심요소인 백제 금동대항로 상단의 봉황과 중앙의 십자, DCFC 영문자 배열을 그대로 가져오면서 원형의 테두리에 양쪽에는 대전을 의미하는 한자인 大(큰 대)와 田(밭 전)을 형상화시켜 디자인에 적용했다. 엠블럼 중앙의 십자 역시 대전의 전(田)자를 형상화하였으며, 대한민국의 중심이자 교통의 핵심 요지라는 의미를 내포하고 있고, 엠블럼에 사용된 슬로건 루체 인 알티스(Luce In Altis)는 라틴어로 높은 곳에서 빛나라는 의미를 가지고 있다.

## 전지 훈련
대전 시티즌은 1월 5일부터 1월 19일까지 경상남도 통영시로 1차 전지훈련을 떠났으며,
1월 23일부터 2월 11일까지 스페인 무르시아로 2차 전지훈련을 떠났고, 2월 15일부터 2월 25일까지 경상남도 거제시에서 3차 전지훈련을 가졌다.

## 전지 훈련 연습경기
| 1 2017년 1월 11일 | 대전 시티즌                     | 3 : 1 | 동국대학교 | 통영시, 대한민국 산양스포츠파크 |  |  |
| 14:30             | 레반 셴겔리아 · 정민우 · 김정주 |       | 득점       |                                 |  |  |
|                   |                                 |       |            |                                 |  |  |

| 2 2017년 1월 13일 | 대전 시티즌                                  | 6 : 2 | 제주국제대학교 | 통영시, 대한민국 산양스포츠파크 |  |  |
| 14:30             | 정민우 · 김정주 , · 한승엽 , · 레반 셴겔리아 |       | 득점 · 득점    |                                 |  |  |
|                   |                                              |       |                |                                 |  |  |

| 3 2017년 1월 14일 | 대전 시티즌 | v | 전주대학교 | 통영시, 대한민국 산양스포츠파크 |  |  |
| 11:00             |             |   |            |                                 |  |  |
|                   |             |   |            |                                 |  |  |

| 4 2017년 1월 17일 | 대전 시티즌 | 0 : 1 | 경주 한국수력원자력 | 통영시, 대한민국 산양스포츠파크 |  |  |
| 14:30             |             |       | 득점                |                                 |  |  |
|                   |             |       |                     |                                 |  |  |

| 5 2017년 1월 18일 | 대전 시티즌 | v | 성균관대학교 | 통영시, 대한민국 산양스포츠파크 |  |  |
| 14:30             |             |   |              |                                 |  |  |
|                   |             |   |              |                                 |  |  |

| 6 2017년 1월 19일 | 대전 시티즌 | v | 한남대학교 | 통영시, 대한민국 산양스포츠파크 |  |  |
| 10:30             |             |   |            |                                 |  |  |
|                   |             |   |            |                                 |  |  |

| 7 2017년 1월 27일 | 대전 시티즌 | 2 : 1 | F91 뒤들랑주                                 | 무르시아, 스페인 |  |  |
|                   | 페드로 19′  |       | 톰 스크넬 32′ · 데이미드 트루펠 60′ (페널티) |                  |  |  |
|                   |             |       |                                              |                  |  |  |

| 8 2017년 1월 29일 | 대전 시티즌 | 1 : 1 | SV 리트 | 무르시아, 스페인 |  |  |
|                   | 김정주 55′  |       | 16′     |                  |  |  |
|                   |             |       |         |                  |  |  |

| 9 2017년 2월 3일 | 대전 시티즌 | 0 : 1 | 레기야 바르샤바 | 무르시아, 스페인 |  |  |
|                  |             |       | 득점            |                  |  |  |
|                  |             |       |                 |                  |  |  |

| 10 2017년 2월 7일 | 대전 시티즌 | 0 : 2 | 알바세테    | 무르시아, 스페인 |  |  |
|                   |             |       | 득점 · 득점 |                  |  |  |
|                   |             |       |             |                  |  |  |

| 11 2017년 2월 9일 | 대전 시티즌       | 2 : 0 | 빅토리아 플젠 | 무르시아, 스페인 |  |  |
|                   | 크리스찬 60′, 81′ |       |               |                  |  |  |
|                   |                   |       |               |                  |  |  |

| 12 2017년 2월 21일 | 대전 시티즌 | 1 : 0 | 창원시청 | 거제시, 대한민국 거제종합운동장 |  |  |
|                    | 이호석      |       |          |                                 |  |  |
|                    |             |       |          |                                 |  |  |

| 13 2017년 2월 23일 | 대전 시티즌                                      | 5 : 1 | 경주 한국수력원자력 | 거제시, 대한민국 거제종합운동장 |  |  |
|                    | 김진규 18′ · 이호석 32′, 64′ · 크리스찬 50′, 67′ |       | 득점                |                                 |  |  |
|                    |                                                  |       |                     |                                 |  |  |

## 정규 시즌

### 겨울 이적시장 (시즌 전)

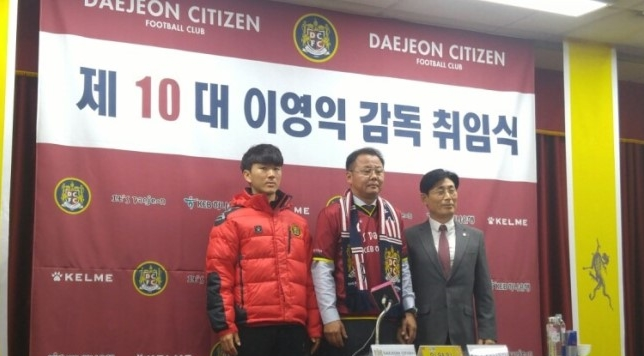
대전시티즌 10대 이영익 감독 공식취임식

대전 구단은 사의를 표명한 윤정섭 사장을 재신임할 것을 밝혔다.
대전의 10대 감독으로 대전 코치 출신인 경남 FC 이영익 수석 코치가 선임되었다.
11월 17일 대전월드컵경기장에서 공식적인 이영익 감독의 취임식을 가졌고, 경험 있는 선수들을 대거 영입함으로써 선수들과 신구 조화를 이루어냄과 동시에 선수들간의 신뢰를 바탕으로한 공격과 실리축구를 다 필요로 하는 현실적인 축구를 펼칠것임을 밝혔고, 또한 과거 폭행파문에 있어서는 최윤겸과 오해를 풀었음을 밝혔다.
지난시즌까지 대전의 감독이였던 최문식이 옌볜 푸더의 수석코치로 취임하였다.
11월 23일 박주원이 아산 무궁화 입단 테스트에 최종합격하였다.
대전 구단이 계약이 만료된 김동찬의 대체 선수로 경남 FC의 크리스찬을 노리고 있다는 기사가 보도되었다.
대전의 부주장 김선민이 K리그 클래식의 대구 FC로 이적했다.
대전과의 계약기간이 만료된 김동찬이 타이 프리미어리그의 BEC 테로 사사나로 이적하였다.
12월 26일 대전의 2014년 K리그 챌린지 우승 주역이였던 제주 유나이티드의 장원석이 이동수와 트레이드로 대전에 입단하며 2년만에 대전으로 복귀하였다.
1월 3일 경남 FC로부터 2016년 K리그 챌린지에서 득점 2위를 차지한 크리스티안 더널라케와 최다 도움을 기록한 이호석을 동시에 영입하였다.
1월 3일 대전의 코칭스태프 구성이 완료됐으며, 대전의 유스인 충남기계공업고등학교의 감독인 박철이 수석코치로 승진하였고, 상주 상무의 유소년 지도자였던 방호진과 과거 대전과 부산 아이파크 골키퍼 코치를 역임했었던 브라질인 제제가 코치로 새로 합류하였고, 김종현 코치만이 유일하게 잔류하였다.
1월 4일 제주 유나이티드의 골키퍼 전수현을 박주원의 대체 자원으로 영입하였다.
1월 4일 대전의 골키퍼 이범수가 경남 FC로 이적하였다.
1월 6일 충남기계공업고등학교 출신 황재정과 더불어 조상범, 박우정, 공용훈 등의 신인 선수들을 영입하였다.
1월 7일 대전 구단의 창단 20주년 기념 엠블렘이 공식적으로 공개되었다.
1월 10일 대전 구단이 파지아노 오카야마로부터 FC 서울 출신 김진규를 영입할 것이라는 기사가 보도되었다.
1월 10일 지난 시즌 It's Daejeon 축구대회에서 골을 기록한 바 있는 AFC 튀비즈 소속의 조지아인 윙어 레반 셴겔리아를 임대영입하였다.
1월 11일 울산 현대미포조선의 김정주와 수원 FC의 정민우를 동시에 영입하였다.
1월 12일 대구 FC의 김대열과 경남 FC의 신학영을 동시에 영입하였다.
1월 15일 레노파 야마구치 소속의 윤신영이 1년만에 대전으로 복귀하였다.
1월 16일 세파한 FC의 동티모르와 브라질 이중 국적의 중앙 공격수 페드루 엔히키를 영입하였다.
1월 17일 충주 험멜과 부산 아이파크로부터 골키퍼 이영창과 김기용을 동시에 영입하였다.
1월 18일 J2리그 파지아노 오카야마로부터 2006 독일 월드컵 국가대표 출신 수비수 김진규를 영입하였다.
1월 19일 레노파 야마구치 소속의 윤신영이 1년만에 대전으로 복귀함과 더불어 경주 한국수력원자력의 안일주가 대전에 입단하였다.
1월 20일 대구 FC의 문진용과 더불어 대전 출신 김성수아 빈즈엉 FC 출신 한승엽을 추가로 영입하였다.
1월 21일 대전의 주장 김병석이 서울 이랜드로 이적하였다.
1월 23일 대전과의 계약기간이 만료된 김형진이 자유계약으로 FC 안양으로 이적하였다.
1월 24일 서울 이랜드로부터 수비수 김태은을 영입하였다.

### 시즌 전반기
3월 4일 안산 와~ 스타디움에서 열린 안산 그리너스 FC 창단 첫 경기이자 리그 개막전에서 전반 막판 나시모프에게 선제골을 허용하였지만, 후반 시작과 동시에 이호석이 동점골을 성공시키며 대전의 시즌 첫골을 성공시켰다. 하지만 이후 불안한 수비와 공격의 한계를 드러냈고, 후반 막판 김진규의 실수를 안산이 놓치지 않고 한건용이 극장골로 연결하며 2:1로 패했다.
3월 10일 FC 서울로부터 강승조를 영입하였다.
3월 12일 성남 FC와의 홈개막전서 대전은 전반 초반 안재준에게 선취골을 허용하였지만, 전반 30분 이호석이 두경기 연속골을 기록하며 승부를 원점으로 돌렸고, 이후 추가득점에 실패하며 1:1 무승부를 기록하였다.
3월 18일 서울 이랜드와의 홈경기서 대전은 크리스찬의 페널티킥 선제골과 이호석의 3경기 연속골, 서울의 금교진의 퇴장으로 인한 수적 우세를 앞세워서 2:1 승리를 거두며 시즌 첫승을 거두면서 이영익 감독의 첫승이자 구단 통산 199승을 거두었다.
3월 26일 경남 FC와의 원정 경기서 대전은 후반 막판 크리스찬이 선취골을 기록했으나, 곧바로 말컹과 김도엽에게 골을 허용하며 5분만에 허무하게 역전당하며 2:1로 패했다.
3월 29일 천안축구센터에서 열린 천안시청과의 FA컵 3라운드 경기서 한승엽의 선제골로 앞서갔으나 리드를 오래 유지하지 못한채 동점골을 허용했으며, 후반 들어 교체 투입된 크리스찬이 후반 막판의 골을 앞세워 2:1 승리를 거두어 32강 진출을 성공하였고, 팀 창단 200승을 거두었다.또한 32강에서는 영남대학교와 홈에서 맞붙게 되었다.
3월 30일 윤정섭 대표이사가 돌연 사표를 제출하면서 정치적 외압이 있었다는 주장이 제기되며 논란이 일었고, 하루만에 사표가 반려되며 윤정섭은 사장직을 유지하게 되었다.
4월 1일 FC 안양과의 홈경기서 대전은 후반 들어 안양에게 2골을 내주며 흔들렸고, 크리스찬이 퇴장을 당하며 수적 열세에까지 놓이게 되면서 무너졌고, 2:0으로 패했다.
4월 8일 아산 무궁화와의 홈경기서 대전은 주전 공격수 크리스찬이 빠진 가운데 한승엽, 레반 조합의 공격진을 앞세워 아산을 매섭게 몰아붙였지만, 골결정력 부족의 한계를 드러내며 전반 막판 남준재에게 선취골을 내주었고, 후반들어 페널티킥을 실축함과 동시에 부진하기 시작했고, 황인범 역시 노마크 찬스에서 절호의 찬스를 놓치는 등의 악재가 이어졌으나, 후반 막판 박재우의 패스를 받은 신학영의 극적인 동점골로 1:1 무승부를 거두었다.
4월 15일 부천 FC 1995와의 원정 경기서 대전은 크리스찬과 이호석 등의 주전 공격수들이 대거 빠진 가운데 부천의 바그닝요에게 선취득점을 내주었지만 곧바로 정민우가 동점골을 기록했고, 이후 추가득점 없이 1:1 무승부를 기록했다.
4월 20일 영남대학교와의 FA컵 32강 경기서 대전은 전반에는 끈끈한 조직력과 팽싱축구를 앞세운 영남대의 골문을 열지 못했으나, 후반들어 크리스찬이 멀티골을 기록하며 2:0 승리를 거두었고, 16강 진출에 성공하였다.
4월 22일 대전 감독 출신 조진호 감독이 이끄는 부산 아이파크와의 홈경기서 대전은 전반 초반 이정협에게 페널티킥으로 선취골을 내주었으나, 곧바로 김태봉이 동점골을 성공시켰지만 곧바로 김진규가 자책골을 기록하며 끌려간채 전반을 끝냈고, 후반 시작과 동시에 크리스찬이 동점골을 성공시켰지만 이후 이어진 주심의 어이없는 오심 속에 임상협에게 추가골을 내주며 2:3으로 패했다.
하지만 풀백인 김태봉의 윙어로서 1골 1어시스트를 기록하는 등 좋은 활약을 보이며 앞으로를 기대케 하였다.
4월 30일 수원 FC와의 원정 경기서 대전은 제로톱으로 나선 수원에게 전반에만 2골을 내주며 끌려갔고, 후반 들어서도 추가골을 내주며 밀리는 양상을 보였고, 이후 크리스찬이 만회골을 성공시켰지만 경기를 뒤집지 못한채 3:1로 패했다.
5월 4일 FC 안양과의 원정 경기서 대전은 크리스찬이 페널티킥을 성공시키며 대략 5경기만에 선취골을 성공시켰지만, 전반 막판 집중력 저하를 보이며 2골을 내리 허용하였고, 후반들어 레반이 동점골을 성공시켰지만, 후반 막판 또다시 집중력 저하를 드러내면서 추가골을 내주었고, 3:2로 패했다.
5월 7일 경남 FC와의 홈경기서 대전은 전반 이른 실점과 더불어 김진규의 퇴장으로 수적열세에 놓이며 흔들렸고, 이후 레반을 앞세워 맹공격을 퍼부었으나, 대전 출신 골키퍼 이범수의 눈부신 선방에 막히며 끝내 득점에 성공하지 못한채 추가골까지 내주며 결국 2:0으로 패했고, 이날 경기 패배로 4연패를 기록함과 더불어 리그 최하위로 떨어졌다.
5월 14일 부천 FC 1995와의 원정 경기서 대전은 전반에는 양팀 서로 별다른 득점 기회 없이 0:0으로 끝냈으나, 후반 들어 김신의 투입으로 강화된 부천 공격진에 고전하며 1:0으로 패하며 5연패를 기록하였다.
5월 17일 보은공설운동장에서 전남 드래곤즈와 FA컵 16강을 치른 대전은 페체신과 유고비치를 앞세운 전남 공격진에 내리 2골을 허용하며 2:1로 패해 FA컵에서 탈락했고, 6연패의 늪에 빠졌다.
5월 21일 성남 FC와의 원정 경기서 대전은 전반 초반에는 불안한 성남의 수비를 틈타 경기를 주도해가는 듯 했지만, 이후 안정화된 성남 수비진에 고전하며 답답한 공격력을 보였고, 후반 들어 박성호에게 골을 허용하며 1:0 패배를 기록, 리그 6연패의 늪에 빠졌다.
6월 4일 부산 아이파크와의 원정 경기서 대전은 레반의 득점으로 모처럼 선취골을 기록하며 앞서나갔지만, 후반들어 고경민에게 동점골을 허용한 뒤, 후반 추간시간 급격한 수비의 집중력 저하로 이규성에게 극장골을 내주며 2:1로 패배, 리그 7연패를 기록했다.
6월 12일 U-20 월드컵 개최 문제로 대략 한달만에 홈에서 치러진 수원 FC와의 경기서 대전은 윙백을 위로 전진시키는 쓰리백 형태를 들고 나왔으며, 전반에는 브루스 지테에게 선취골을 허용하며 끌려갔지만, 후반들어 김진규를 빼고 신학영을 투입하며 승부수를 걸었고, 이후 레반의 두경기 연속골과 더불어 황인범의 시즌 1호골 등을 앞세워 역전과 재역전을 반반하며 혈투를 이어간 끝에 후반 추가시간 크리스찬의 극장골로 4:3 승리를 거두면서 리그 2승을 기록, 연패에서 탈출했으며 구단 통산 200승을 거두었다.
6월 17일 안산 그리너스 FC와의 홈경기서 대전은 연승을 노렸지만, 후반들어 수비 불안의 한계를 드러내며 내리 두골을 허용했고, 후반 추가 시간 레반 셴겔리아의 만회골에 만족하며 2:1로 패했다. 한편 이날 골로 레반은 3경기 연속골을 기록하였다.
6월 27일 서울 이랜드와의 원정 경기서 대전은 전반에만 두골을 실점하고 끌려갔으나, 후반들어 대전이 공격을 주도해가며 두골을 성공시키며 승부를 원점으로 되돌렸으며, 후반 막판 백지훈에게 추가골을 허용했으나, 추가시간 크리스찬의 극적인 골로 가까스로 패배를 면했다.

### 여름 이적시장
5월 한승엽이 입단 반만에 팀을 떠나 내셔널리그 천안시청 축구단으로 이적했다.
6월 19일 대전이 경남 FC와 2:1 트레이드로 강승조를 경남에 내주는 대신 박주성과 전상훈을 영입하였다.
6월 22일 포천 시민축구단으로부터 2014 K리그 챌린지 우승 주역인 김찬희를 재영입하였다.
6월 26일 이스라엘 하포엘 이로니 키르야트시모나 FC로부터 브라질 장신 용병 브루누 칸타냐지를 영입하며 공격진을 보강하였다.
조예찬과 공용훈이 각각 내셔널리그 경주 한수원과 김해시청으로 임대되었다.
대전 유스 출신 남윤재 역시 내셔널리그 경주 한수원으로 임대되었다.
동티모르 국적의 용병 페드로가 대전 구단과의 계약을 해지하였다.

### 시즌 후반기
6월 30일 It's Daejeon 축구대회를 앞두고 이벤트성 경기로 대전 구단 레전드들을 연합한 대전 시티즌 OB팀과 조영구 등의 연예인들이 소속된 회오리 축구단과의 친선 경기를 가졌고, 대전 OB팀이 김은중의 해트트릭과 이관우의 멀티골을 앞세워 5:1로 승리하였다.
6월 30일 러시아 SKA 하바롭스크와의 제 11회 It's Daejeon 축구대회에서 대전은 평소 출전 기회를 잡지 못했던 비주전 선수들을 대거 기용하며  1.5군을 구성하였고, 전상훈과 박주성을 선발에 내세웠으며 후반들어 김찬희와 브루노를 교체투입하며 새로 영입한 선수를 모두 기용해봤다. 전반에 장준영이 선취골을 성공시키며 앞서갔고, 후반 들어서도 김찬희와 브루노 등이 위협적인 슈팅을 시도하며 맹공을 퍼부었으나, 이후 페널티킥을 내줌과 동시에 경기 막판 추가골까지 내주며 2:1 역전패했다.
7월 3일 FC 안양과의 홈경기서 대전은 경기 전 폭우로 인해 그라운드 상태가 못했던 탓에 전반에는 득점을 기록하지 못했고, 후반 들어 새로 영입한 김찬희와 브루노를 투입하였으며, 김찬희가 선취골을 기록했으나 상의탈의를 하는 세레머니로 경고를 받았고, 이후 거친 파울로 인해 경고누적으로 퇴장을 당하며 대전은 수적열세에 놓였으나, 후반 막판 브루노가 상대 수비의 실책을 놓치지 않고 추가골을 기록하며 2:0 승리를 거두었다.
7월 7일 정정용 감독이 발표한 AFC U-23 축구 선수권 대회 예선전 대표팀 명단에 대전의 황인범과 박재우가 나란히 승선하였다.
7월 9일 부천 FC 1995와의 홈경기서 대전은 폭우로 인해 비가 고여있는 그라운드 탓에 드리블이나 숏패스를 비롯한 정상적인 플레이에 어려움을 겪었고, 후반 막판 골키퍼의 실책으로 실점을 허용하며 1:0으로 패했다.
7월 15일 아산 무궁화 축구단과의 홈경기서 대전은 황인범과 박재우가 빠진 가운데 전반 초반 브루노의 선제골로 앞서갔지만, 이후 소극적으로 경기를 풀어나감과 동시에 때에 맞지 않는 선수 교체 등으로 난항을 겪다가 결국 후반 막판 남준재에게 동점골을 내주며 1:1로 비기며, 리그 최하위 탈출은 다음을 기약해야만 했다.
7월 19일 대한민국 U-23 축구 국가대표팀과 마카오와의 예선 1차전에서 황인범과 박재우가 나란히 한골씩 기록하며 한국의 10:0 대승을 이끌었다.
7월 21일 안산 그리너스 FC와의 홈경기서 대전은 전반 초반 크리스찬의 선제골로 앞서갔으나, 후반들어 수비 위주로 경기를 풀어가며 안산에 경기의 흐름을 내주었고, 결국 후반 막판 동점골을 허용하며 1:1 무승부를 기록하였다.
7월 23일 대한민국 U-23 축구 국가대표팀과 베트남과의 예선 마지막 경기에서 황인범이 결승골을 기록하며 한국의 3:1 승리를 이끌며 한국의 본선 진출을 이끌었다.
8월 5일 수원 FC와의 홈경기에서 대전은 후반들어 1골 1어시스트를 기록한 황인범과 크리스찬의 활약을 앞세워 2:0 승리를 기록, 시즌 4번째 승리와 2번째 클린시트를 이루어내며 대략 3개월만에 리그 최하위에서 벗어났다.
8월 13일 부산 아이파크와의 홈경기서 대전은 2경기 연속 클린시트를 기록하였지만, 헛심공방 끝에 득점에 실패하며 0:0 무승부를 거두며 다시 리그 최하위로 추락하였다.
8월 21일 서울 이랜드와의 홈경기서 대전은 주심의 어이없는 오심 속에 알렉스에게 선취골을 허용하며 1:0으로 패하며 탈꼴찌에 실패하였다.
8월 24일 경남 FC와의 원정 경기서 대전은 기존 주전 선수인 크리스찬 등을 빼고 정민우를 선발시키는 등의 1.5군을 들고 나왔고, 전반에는 빠른 스피드를 앞세워 정민우가 멀티골을 성공시키며 2:0으로 앞서갔으나, 후반 들어 실점 이후 급격하게 수비 집중력이 저하되면서 후반동안만 내리 4골을 허용, 4:2로 허무하게 역전패했다.
8월 27일 성남 FC와의 홈경기서 대전은 측면을 활용한 성남에게 전반에만 내리 2골을 허용하며 무너졌고, 후반들어 정민우가 만회골을 성공시키며 2경기 연속골을 성공시키기도 했지만, 후반에도 2골을 허용하며 4:1로 패했다.
8월 31일 이영익 감독이 성적 부진에 책임을 지고 사퇴하면서 김종현 코치가 감독 대행으로 잔여 시즌을 지휘하게 되었다.
9월 3일 부산 아이파크전에서 김종현이 감독 대행으로 처음 팀을 이끌기 시작했으며, 이날 경기서 대전은 박주성을 비롯한 수비진들의 연이은 실책으로 내리 3골을 실점했고, 후반 막판 브루노가 두골을 성공시키며 추격의 의지를 보였지만, 후반 추가시간에 임상협에게 프리킥 골을 내주며 4:2로 패했다.
9월 10일 아산 무궁화와의 경기에서 대전은 전반에만 장준영이 부상당하고 박재우가 퇴장당하는 악재 속에 1:0으로 끌려갔고, 후반 들어 대전은 교체 투입한 문진용을 전진에 배치하는 사실상의 도박을 감행하였고, 문진용의 전진 배치는 후반 막판 김찬희의 골을 어시스트하는 결실을 맺었으며, 곧이어 후반 추가시간에 황인범 극장골까지 성공시키며 2:1 극장승을 기록, 2017시즌 첫 원정승을 거두었다.
9월 13일 상주 상무의 윤준성이 전역함에 따라 대전 시티즌 구단에 복귀하였다.
9월 16일 리그 1위 경남 FC와의 홈경기에서 대전은 지난 아산전과 마찬가지로 전반에 한골을 내주고 장원석 한명이 퇴장당하는 악조건 속에 후반에만 두골을 성공시켰으며, 특히 두번째골은 지난 경기와 마찬가지로 후박 막판에 성공, 2:1 짜릿한 역전승을 거두며 시즌 첫 연승을 기록하였다.
9월 22일 아산 무궁화 FC의 이현승과 황지웅이 전역함에 따라 대전 시티즌 구단에 복귀하였다.
9월 24일 수원 FC와의 원정 경기에서 대전은 전반 초반 백성동이 오프사이드로 골을 기록했음에도 심판이 골로 인정하는 어이없는 오심 속에 선취골을 내주었지만 실점하자마자 김찬희가 동점골을 기록하며 승부를 원점으로 되돌렸으며, 계속 주심의 어이없는 오심에 고전하던 대전은 후반들어 모재현에게 추가골을 내주었다. 후반 막판 박대훈이 극장골을 성공시키며 승부를 다시 원점으로 되돌렸지만, 추가시간에 페널티킥을 내주며 3:2로 아쉽게 패했다. 한편 이날 경기 패배로 대전은 승강 플레이오프 진출이 좌절되었다.
9월 27일 아산 무궁화와의 원정 경기서 대전은 상대의 압박에 고전하며 전반에 한골을 내주었고, 후반들어 두골을 추가로 실점하며 끌려다녔으며, 후반 막판 이호석이 만회골을 성공시키며 추격의 불씨를 살렸지만 끝내3:1로 패했다.
9월 30일 서울 이랜드와의 원정 경기서 대전은 조심스럽게 경기를 풀어갔으며, 후반 들어 알렉스에게 선취골을 내주는 듯 했지만 오프사이드로 선언되며 한숨돌렸고, 이후 별다른 장면없이 0:0 무승부를 거두었다.
10월 7일 FC 안양과의 원정 경기서 대전은 대전은 2경기 연속 클린시트를 기록하였지만, 헛심공방 끝에 득점에 실패하며 2경기 연속 0:0 무승부를 거두었다.
10월 10일 과거 대전 시티즌을 이끌고 K리그 챌린지 우승과 승격을 이끌었던 부산 아이파크 조진호 감독이 급성 심장마비로 별세했다.
10월 10일 윤정섭 대표이사가 성적부진의 책임을 지고 대표이사직에서 사의를 표명하였다.
10월 15일 부천 FC 1995와의 홈 경기서 대전은 전반에 실점을 내준 뒤 맹공을 펼쳤으나 번번히 상대 골키퍼의 선방에 가로막히며 1:0으로 패했다.
10월 22일 성남 FC와의 원정 경기서 대전은 빠른 공격수들을 바탕으로한 전방 압박을 시도하며 경기를 풀어나갔으나, 골결정력 부족의 한계를 드러내며 전반전에는 한골도 기록하지 못하였으며, 후반 막판 이현승이 선취골을 성공시켰으나, 후반 막판 주심의 오심 속에 페널티킥을 내주며 1:1 무승부를 거두었고, 잔여 한 경기 결과와 상관없이 2017시즌 K리그 챌린지 최하위가 확정되며 K리그 챌린지 우승 경험팀으로서의 자존심을 구겼다.
10월 29일 안산 그리너스 FC와의 시즌 마지막 경기서 대전은 경기초반부터 팽팽히 맞섰으나,전반에 안산에 선취골을 내주었고, 후반들어 매섭게 상대를 몰아붙인 끝에 후반 막판 김찬희가 동점골을 성공시킨 끝에 1:1 무승부를 거두며 K리그 챌린지 최하위로 시즌을 마무리했다.

## 경기 결과

### K리그 챌린지
| 1 2017년 3월 4일 | 안산 그리너스 FC            | 2:1 | 대전 시티즌 | 안산와~스타디움                       |  |  |
| 15:00            | 나시모프 41′ · 한건용 90+2′ |     | 이호석 49′  | 관중 수: 8,405 심판: 박병진 MVP: 라울 |  |  |
|                  |                             |     |             |                                       |  |  |

| 2 2017년 3월 12일 | 대전 시티즌 | 1:1 | 성남 FC   | 대전월드컵경기장                          |  |  |
| 15:00             | 이호석 36′  |     | 안재준 2′ | 관중 수: 5,136 심판: 김영수 MVP: 크리스찬 |  |  |
|                   |             |     |           |                                           |  |  |

| 3 2017년 3월 18일 | 대전 시티즌                       | 2:1 | 서울 이랜드 | 대전월드컵경기장           |  |  |
| 15:00             | 크리스찬 5′ (페널티) · 이호석 58′ |     | 최치원 27′  | 관중 수: 1,447 MVP: 이호석 |  |  |
|                   |                                   |     |             |                            |  |  |

| 4 2017년 3월 26일 | 경남 FC      | 2:1 | 대전 시티즌           | 창원축구센터                          |  |  |
| 15:00             | 크리스찬 80′ |     | 말컹 81′ · 김도엽 84′ | 관중 수: 1,228 심판: 박진호 MVP: 말컹 |  |  |
|                   |              |     |                       |                                       |  |  |

| 5 2017년 4월 1일 | 대전 시티즌 | 0:2 | FC 안양                 | 대전월드컵경기장                        |  |  |
| 15:00            |             |     | 정재희 55′ · 김민균 66′ | 관중 수: 2,702 심판: 최규현 MVP: 김민균 |  |  |
|                  |             |     |                         |                                         |  |  |

| 6 2017년 4월 8일 | 대전 시티즌 | 1:1 | 아산 무궁화 | 대전월드컵경기장                        |  |  |
| 15:00            | 신학영 87′  |     | 남준재 44′  | 관중 수: 1,129 심판: 임정수 MVP: 박형순 |  |  |
|                  |             |     |             |                                         |  |  |

| 7 2017년 4월 15일 | 부천 FC 1995 | 1:1 | 대전 시티즌 | 부천종합운동장                            |  |  |
| 17:00             | 바그닝요 20′ |     | 정민우 27′  | 관중 수: 2,014 심판: 김영수 MVP: 바그닝요 |  |  |
|                   |              |     |             |                                           |  |  |

| 8 2017년 4월 22일 | 대전 시티즌                                       | 2:3 | 부산 아이파크            | 대전월드컵경기장                        |  |  |
| 15:00             | 이정협 5′ (페널티) · 김진규 15′ (OG) · 임상협 84′ |     | 김태봉 9′ · 크리스찬 52′ | 관중 수: 1,766 심판: 박진호 MVP: 임상협 |  |  |
|                   |                                                   |     |                          |                                         |  |  |

| 9 2017년 4월 30일 | 수원 FC                                     | 3:1 | 대전 시티즌  | 수원종합운동장                          |  |  |
| 15:00             | 임창균 14′ · 백성동 32′, pen.′ · 이승현 52′ |     | 크리스찬 75′ | 관중 수: 1,949 심판: 박병진 MVP: 이승현 |  |  |
|                   |                                             |     |              |                                         |  |  |

| 10 2017년 5월 3일 | FC 안양                      | 3:2 | 대전 시티즌                      | 안양종합운동장             |  |  |
| 15:00             | 김민균 43′, 88′ · 정재희 45′ |     | 크리스찬 21′ (페널티) · 레반 58′ | 관중 수: 1,743 MVP: 김민균 |  |  |
|                   |                              |     |                                  |                            |  |  |

| 11 2017년 5월 7일 | 대전 시티즌 | 0:2 | 경남 FC              | 대전월드컵경기장                      |  |  |
| 17:00             |             |     | 말컹 7′ · 김도엽 82′ | 관중 수: 3,129 심판: 김우성 MVP: 말컹 |  |  |
|                   |             |     |                      |                                       |  |  |

| 12 2017년 5월 14일 | 부천 FC 1995    | 1:0 | 대전 시티즌 | 부천종합운동장                               |  |  |
| 15:00              | 닐손 주니어 68′ |     |             | 관중 수: 1,901 심판: 최광호 MVP: 닐손 주니어 |  |  |
|                    |                 |     |             |                                              |  |  |

| 13 2017년 5월 21일 | 성남 FC    | 1:0 | 대전 시티즌 | 탄천종합운동장                          |  |  |
| 19:00              | 박성호 54′ |     |             | 관중 수: 2,997 심판: 박병진 MVP: 박성호 |  |  |
|                    |            |     |             |                                         |  |  |

| 14 2017년 6월 5일 | 부산 아이파크             | 2:1 | 대전 시티즌 | 구덕종합운동장             |  |  |
| 19:00             | 고경민 63′ · 이규성 90+2′ |     | 레반 25′    | 관중 수: 1,445 MVP: 이규성 |  |  |
|                   |                           |     |             |                            |  |  |

| 15 2017년 6월 12일 | 대전 시티즌                                         | 4:3 | 수원 FC                      | 대전월드컵경기장             |  |  |
| 19:30              | 레반 51′ · 장준영 61′ · 황인범 82′ · 크리스찬 90+1′ |     | 브루스 38′, 63′ · 최원철 78′ | 관중 수: 1,027 MVP: 크리스찬 |  |  |
|                    |                                                     |     |                              |                              |  |  |

| 16 2017년 6월 17일 | 대전 시티즌 | 1:2 | 안산 그리너스 FC      | 대전월드컵경기장                        |  |  |
| 20:00              | 레반 90+1′  |     | 라울 68′ · 박한수 77′ | 관중 수: 4,130 심판: 박병진 MVP: 박한수 |  |  |
|                    |             |     |                       |                                         |  |  |

| 17 2017년 6월 26일 | 서울 이랜드                          | 3:3 | 대전 시티즌                              | 잠실올림픽주경기장                    |  |  |
| 20:00              | 심영성 38′ · 김봉래 41′ · 백지훈 88′ |     | 이호석 56′ · 박대훈 77′ · 크리스찬 90+2′ | 관중 수: 717 심판: 최규현 MVP: 심영성 |  |  |
|                    |                                      |     |                                          |                                       |  |  |

| 18 2017년 7월 3일 | 대전 시티즌             | 2:0 | FC 안양 | 대전월드컵경기장                        |  |  |
| 19:30             | 김찬희 72′ · 브루노 85′ |     |         | 관중 수: 1,063 심판: 김동인 MVP: 브루노 |  |  |
|                   |                         |     |         |                                         |  |  |

| 19 2017년 7월 9일 | 대전 시티즌 | 0:1 | 부천 FC 1995 | 대전월드컵경기장                        |  |  |
| 19:00             |             |     | 진창수 80′   | 관중 수: 1,218 심판: 박평진 MVP: 진창수 |  |  |
|                   |             |     |              |                                         |  |  |

| 20 2017년 7월 15일 | 대전 시티즌 | 1:1 | 아산 무궁화 | 대전월드컵경기장                      |  |  |
| 19:00              | 브루노 13′  |     | 남준재 77′  | 관중 수: 2,167 심판: 임정수 MVP: 레반 |  |  |
|                    |             |     |             |                                       |  |  |

| 21 2017년 7월 22일 | 안산 그리너스 FC | 1:1 | 대전 시티즌  | 안산와~스타디움            |  |  |
| 19:00              | 정경호 79′       |     | 크리스찬 19′ | 관중 수: 2,351 MVP: 브루노 |  |  |
|                    |                  |     |              |                            |  |  |

| 22 2017년 8월 5일 | 대전 시티즌               | 2:0 | 수원 FC | 대전월드컵경기장                        |  |  |
| 19:00             | 황인범 75′ · 크리스찬 81′ |     |         | 관중 수: 1,553 심판: 최광호 MVP: 황인범 |  |  |
|                   |                           |     |         |                                         |  |  |

| 23 2017년 8월 13일 | 대전 시티즌 | 0:0 | 부산 아이파크 | 대전월드컵경기장                        |  |  |
| 19:00              |             |     |               | 관중 수: 1,529 심판: 이동준 MVP: 박주성 |  |  |
|                    |             |     |               |                                         |  |  |

| 24 2017년 8월 20일 | 대전 시티즌 | 0:1 | 서울 이랜드 | 대전월드컵경기장                        |  |  |
| 19:00              |             |     | 알렉스 29′  | 관중 수: 1,023 심판: 최광호 MVP: 최호정 |  |  |
|                    |             |     |             |                                         |  |  |

| 25 2017년 8월 23일 | 경남 FC                                 | 4:2 | 대전 시티즌     | 창원축구센터                        |  |  |
| 19:00              | 배기종 65′ · 말컹 68′, 80′ · 우주성 71′ |     | 정민우 18′, 43′ | 관중 수: 884 심판: 김희곤 MVP: 말컹 |  |  |
|                    |                                         |     |                 |                                     |  |  |

| 26 2017년 8월 27일 | 대전 시티즌 | 1:4 | 성남 FC                                                          | 대전월드컵경기장                        |  |  |
| 19:00              | 정민우 82′  |     | 조재철 33′ · 흘로홉스키 41′ · 이현일 76′ · 김두현 90+4′ (페널티) | 관중 수: 1,819 심판: 최규현 MVP: 조재철 |  |  |
|                    |             |     |                                                                  |                                         |  |  |

| 27 2017년 9월 3일 | 부산 아이파크                      | 4:2 | 대전 시티즌              | 부산아시아드주경기장 |  |  |
| 19:00             | 고경민 5′, 66′, 76′ · 임상협 90+2′ |     | 브루노 81′ (페널티), 87′ | 심판: 김영수         |  |  |
|                   |                                    |     |                          |                      |  |  |

| 28 2017년 9월 10일 | 아산 무궁화 | 1:2 | 대전 시티즌               | 이순신종합운동장                        |  |  |
| 19:00              | 김현 37′    |     | 김찬희 88′ · 황인범 90+3′ | 관중 수: 1,612 심판: 성덕효 MVP: 김찬희 |  |  |
|                    |             |     |                           |                                         |  |  |

| 29 2017년 9월 16일 | 대전 시티즌           | 2:1 | 경남 FC    | 대전월드컵경기장                      |  |  |
| 19:00              | 황인범 52′ · 레반 89′ |     | 정현철 26′ | 관중 수: 1,924 심판: 김영수 MVP: 레반 |  |  |
|                    |                       |     |            |                                       |  |  |

| 30 2017년 9월 23일 | 수원 FC                                 | 3:2 | 대전 시티즌             | 수원종합운동장                          |  |  |
| 19:00              | 백성동 19′, 45+4′ (페널티) · 모재현 50′ |     | 김찬희 20′ · 박대훈 89′ | 관중 수: 1,370 심판: 채상협 MVP: 백성동 |  |  |
|                    |                                         |     |                         |                                         |  |  |

| 31 2017년 9월 27일 | 아산 무궁화                          | 3:1 | 대전 시티즌 | 이순신종합운동장 |  |  |
| 19:00              | 김동철 15′ · 한의권 66′ · 김부관 77′ |     | 이호석 84′  | 심판: 정동식     |  |  |
|                    |                                      |     |             |                  |  |  |

| 32 2017년 9월 30일 | 서울 이랜드 | 0:0 | 대전 시티즌 | 잠실올림픽주경기장                      |  |  |
| 15:00              |             |     |             | 관중 수: 1,522 심판: 정동식 MVP: 김영광 |  |  |
|                    |             |     |             |                                         |  |  |

| 33 2017년 10월 7일 | FC 안양 | 0:0 | 대전 시티즌 | 안양종합운동장                          |  |  |
| 15:00              |         |     |             | 관중 수: 1,798 심판: 박병진 MVP: 강준우 |  |  |
|                    |         |     |             |                                         |  |  |

| 34 2017년 10월 15일 | 대전 시티즌 | 0:1 | 부천 FC 1995    | 대전월드컵경기장                        |  |  |
| 15:00               |             |     | 닐손 주니어 22′ | 관중 수: 3,578 심판: 채상협 MVP: 류원우 |  |  |
|                     |             |     |                 |                                         |  |  |

| 35 2017년 10월 22일 | 성남 FC | 1:1 | 대전 시티즌 | 탄천종합운동장                          |  |  |
| 15:00               | 박성호  |     | 이현승 82′  | 관중 수: 2,383 심판: 김우성 MVP: 황인범 |  |  |
|                     |         |     |             |                                         |  |  |

| 36 2017년 10월 29일 | 대전 시티즌 | 1:1 | 안산 그리너스 FC | 대전월드컵경기장                        |  |  |
| 19:00               | 김찬희 82′  |     | 라울 21′         | 관중 수: 2,428 심판: 박병진 MVP: 김찬희 |  |  |
|                     |             |     |                  |                                         |  |  |

### FA컵
| 3라운드 2017년 3월 29일 | 천안시청   | 1:2 | 대전 시티즌               | 천안축구센터 |  |  |
| 19:00                   | 오영준 18′ |     | 한승엽 11′ · 크리스찬 85′ | 관중 수: 250 |  |  |
|                         |            |     |                           |              |  |  |

| 32강 2017년 4월 19일 | 대전 시티즌                | 2:0 | 영남대학교 | 대전월드컵경기장          |  |  |
| 19:30                | 크리스찬 60′, 88′ (페널티) |     |            | 관중 수: 255 심판: 임원택 |  |  |
|                      |                            |     |            |                           |  |  |

| 16강 2017년 5월 17일 | 대전 시티즌 | 1:2 | 전남 드래곤즈             | 보은공설운동장            |  |  |
| 19:00                | 장준영 58′  |     | 페체신 27′ · 유고비치 72′ | 관중 수: 459 심판: 설태환 |  |  |
|                      |             |     |                           |                           |  |  |

### 친선 경기
| 2017년 6월 30일 | 대전 시티즌 OB                       | 5:1 | 연예인 회오리 축구단 | 대전월드컵경기장 |  |  |
| 18:30           | 이관우 1′, 30′ · 김은중 3′, 13′, 26′ |     | 안이언 29′           | 관중 수: 19,662  |  |  |
|                 |                                      |     |                      |                  |  |  |

| 2017년 6월 30일 | 대전 시티즌 | 2:1 | SKA 하바롭스크                     | 대전월드컵경기장 |  |  |
| 19:30           | 장준영 30′  |     | 루슬란 64′ (페널티) · 알렉산데 86′ | 관중 수: 19,662  |  |  |
|                 |             |     |                                    |                  |  |  |

## 선수단

### 현재 선수 명단
| 번호         | 국적     | 이름            | 입단 연도 | 전 소속팀           | 군대      |
| 골키퍼       | 골키퍼   | 골키퍼          | 골키퍼    | 골키퍼              | 골키퍼    |
| ------------ | -------- | --------------- | --------- | ------------------- | --------- |
| 1            | 대한민국 | 전수현          | 2017      | 제주 유나이티드     | 군필      |
| 31           | 대한민국 | 이영창          | 2017      | 충주 험멜           | 미필      |
| 41           | 대한민국 | 김기용          | 2017      | 부산 아이파크       | 미필      |
| 수비수       |          |                 |           |                     |           |
| 2            | 대한민국 | 김해식          | 2016      | 신인                | 미필      |
| 3            | 대한민국 | 장원석 (부주장) | 2017      | 포천 시민축구단     | 군필      |
| 4            | 대한민국 | 문진용          | 2017      | 대구 FC             | 미필      |
| 5            | 대한민국 | 김태은          | 2017      | 서울 이랜드         | 미필      |
| 12           | 대한민국 | 박재우          | 2015      | 신인                | 미필      |
| 14           | 대한민국 | 김태봉          | 2015      | FC 안양             | 면제      |
| 15           | 대한민국 | 장준영          | 2016      | 신인                | 미필      |
| 20           | 대한민국 | 김진규          | 2017      | 파지아노 오카야마   | 면제      |
| 22           | 대한민국 | 윤신영          | 2017      | 레노파 야마구치     | 군필      |
| 23           | 대한민국 | 전상훈          | 2017      | 경남 FC             | 군필      |
| 27           | 대한민국 | 박주성          | 2017      | 경남 FC             | 군필      |
| 33           | 대한민국 | 박우정          | 2017      | 신인                | 미필      |
| 55           | 대한민국 | 윤준성          | 2015      | 포항 스틸러스       | 군필      |
| 미드필더     |          |                 |           |                     |           |
| 6            | 대한민국 | 황인범          | 2015      | 신인                | 미필      |
| 7            | 조지아   | 레반 셴겔리아   | 2017      | AFC 튀비즈          | 해당 없음 |
| 8            | 대한민국 | 김대열          | 2017      | 대구 FC             | 군필      |
| 9            | 대한민국 | 이현승          | 2015      | 부천 FC 1995        | 군필      |
| 13           | 대한민국 | 신학영          | 2017      | 경남 FC             | 미필      |
| 16           | 대한민국 | 김성수          | 2017      | 고양 자이크로 FC    | 미필      |
| 26           | 대한민국 | 조상범          | 2017      | 신인                | 미필      |
| 32           | 대한민국 | 강윤성          | 2016      | 신인                | 미필      |
| 공격수       |          |                 |           |                     |           |
| 10           | 루마니아 | 크리스찬        | 2017      | 경남 FC             | 해당 없음 |
| 11           | 대한민국 | 황지웅          | 2012      | 신인                | 군필      |
| 17           | 대한민국 | 이호석 (부주장) | 2017      | 경남 FC             | 미필      |
| 19           | 대한민국 | 정민우          | 2017      | 수원 FC             | 미필      |
| 24           | 대한민국 | 김찬희          | 2017      | 포천 시민축구단     | 군필      |
| 28           | 대한민국 | 박대훈          | 2016      | 신인                | 미필      |
| 29           | 대한민국 | 임준식          | 2016      | 신인                | 미필      |
| 30           | 대한민국 | 황재정          | 2017      | 신인                | 미필      |
| 37           | 브라질   | 브루노          | 2017      | 하포엘 이로니       | 해당 없음 |
| 시즌 중 이적 |          |                 |           |                     |           |
| 9            | 동티모르 | 페드루 엔히키   | 2017      | 세파한 FC           | 해당 없음 |
| 11           | 대한민국 | 김정주          | 2017      | 울산 현대미포조선   | 미필      |
| 23           | 대한민국 | 조예찬          | 2016      | 신인                | 미필      |
| 24           | 대한민국 | 공용훈          | 2017      | 신인                | 미필      |
| 25           | 대한민국 | 안일주          | 2017      | 경주 한국수력원자력 | 군필      |
| 27           | 대한민국 | 한승엽          | 2017      | 빈즈엉 FC           | 미필      |
| 34           | 대한민국 | 남윤재          | 2015      | 신인                | 미필      |
| 38           | 대한민국 | 강승조          | 2017      | FC 서울             | 군필      |

2017 시즌 종료 당시 기준

### 영구 결번
| 번호 | 포지션 | 국적     | 이름   | 헌정 기간        |
| ---- | ------ | -------- | ------ | ---------------- |
| 18   | FW     | 대한민국 | 김은중 | 18년 (2016-2034) |
| 21   | GK     | 대한민국 | 최은성 | 21년 (2012-2033) |

### 코칭스태프

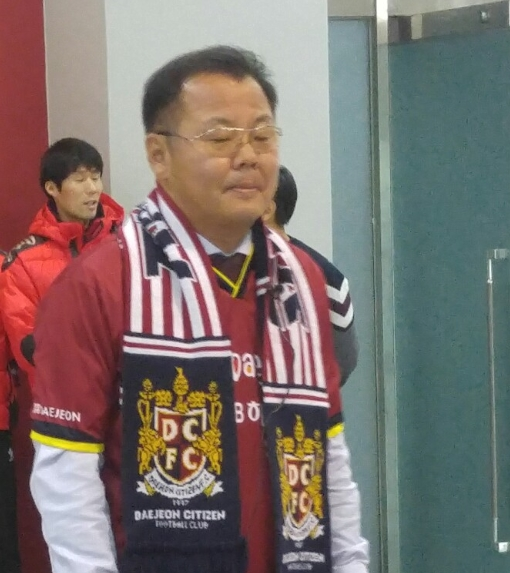
대전시티즌 10대 감독 이영익

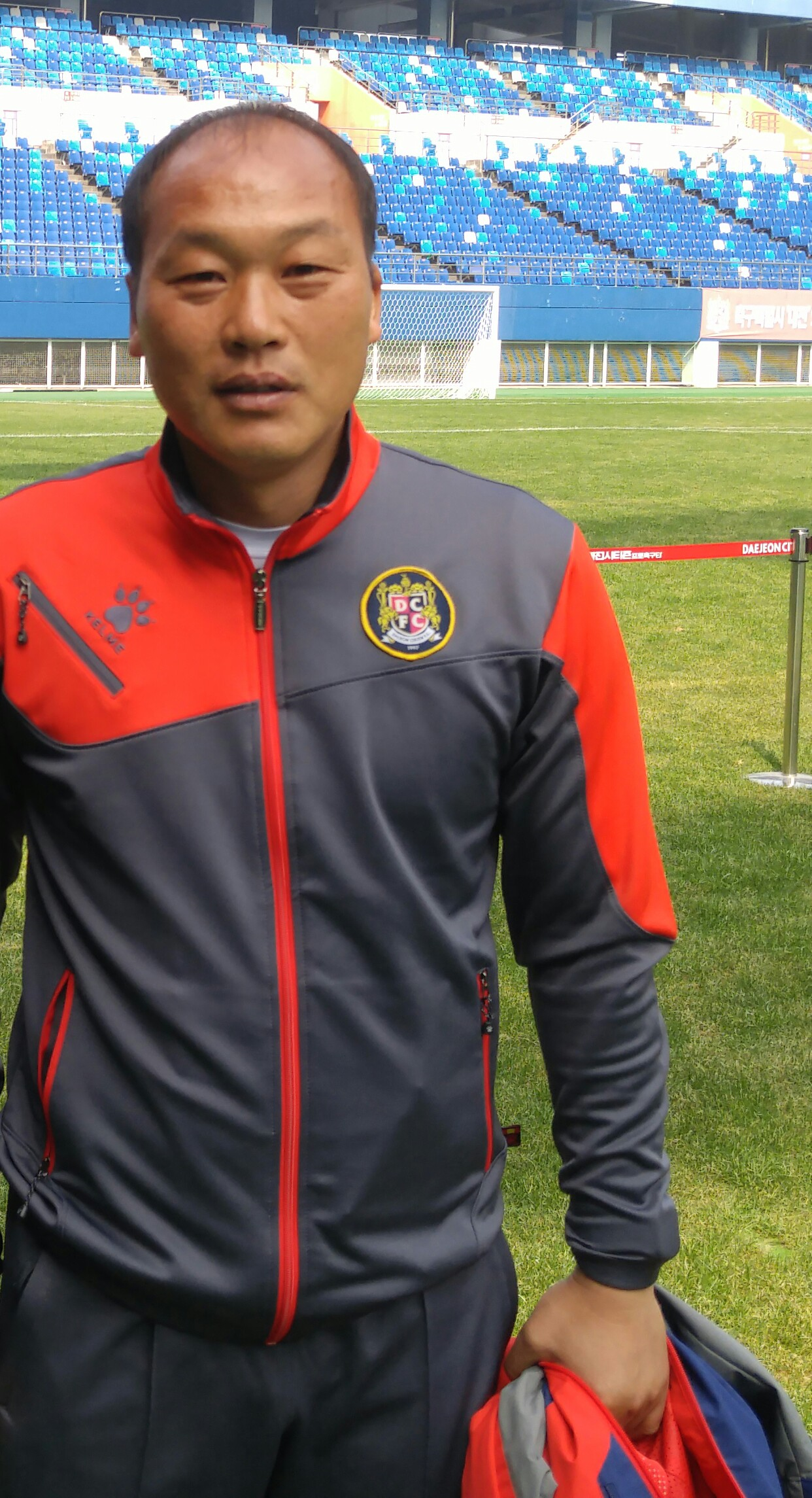
대전시티즌 김종현 감독 대행

| 직위        | 이름                        |
| ----------- | --------------------------- |
| 1군 팀 감독 | 이영익 / 김종현 (감독 대행) |
| 1군 팀 코치 | 김종현 방호진               |
| 골키퍼 코치 | 제제                        |
| 스카우트    | 김영근 박철                 |

### 지원스태프
| 직위          | 이름          |
| ------------- | ------------- |
| 의무 트레이너 | 이규성 조진영 |
| 통역사        | 신성규        |
| 장비 관리사   | 강덕웅        |
| 비디오 분석관 | 임재현        |

## 선수 이적

### 영입
| #  | 이름          | 포지션 | 이적 구단                       | 이적 유형 | 이적 시기     |
| -- | ------------- | ------ | ------------------------------- | --------- | ------------- |
| 1  | 장원석        | DF     | 제주 유나이티드                 | 트레이드  | 겨울 이적시장 |
| 2  | 이호석        | FW     | 경남 FC                         | 자유 계약 | 겨울 이적시장 |
| 3  | 크리스찬      | FW     | 경남 FC                         | 완전 이적 | 겨울 이적시장 |
| 4  | 전수현        | GK     | 제주 유나이티드                 | 자유 계약 | 겨울 이적시장 |
| 5  | 레반 셴겔리아 | MF     | AFC 튀비즈                      | 임대      | 겨울 이적시장 |
| 6  | 김정주        | FW     | 울산 현대미포조선               | 자유 계약 | 겨울 이적시장 |
| 7  | 정민우        | FW     | 수원 FC                         | 자유 계약 | 겨울 이적시장 |
| 8  | 신학영        | MF     | 경남 FC                         | 완전 이적 | 겨울 이적시장 |
| 9  | 김대열        | MF     | 대구 FC                         | 자유 계약 | 겨울 이적시장 |
| 10 | 윤신영        | DF     | 레노파 야마구치                 | 자유 계약 | 겨울 이적시장 |
| 11 | 페드루 엔히키 | FW     | 세파한 FC                       | 완전 이적 | 겨울 이적시장 |
| 12 | 이영창        | GK     | 충주 험멜                       | 자유 계약 | 겨울 이적시장 |
| 13 | 김기용        | GK     | 부산 아이파크                   | 완전 이적 | 겨울 이적시장 |
| 14 | 김진규        | DF     | 파지아노 오카야마               | 자유 계약 | 겨울 이적시장 |
| 15 | 안일주        | DF     | 경주 한국수력원자력             | 완전 이적 | 겨울 이적시장 |
| 16 | 김성수        | MF     | 고양 자이크로 FC                | 자유 계약 | 겨울 이적시장 |
| 17 | 문진용        | DF     | 대구 FC                         | 완전 이적 | 겨울 이적시장 |
| 18 | 한승엽        | FW     |                                 | 자유 계약 | 겨울 이적시장 |
| 19 | 김태은        | DF     | 서울 이랜드                     | 자유 계약 | 겨울 이적시장 |
| 20 | 강승조        | MF     | FC 서울                         | 자유 계약 | 겨울 이적시장 |
| 21 | 전상훈        | DF     | 경남 FC                         | 트레이드  | 여름 이적시장 |
| 22 | 박주성        | DF     | 경남 FC                         | 트레이드  | 여름 이적시장 |
| 23 | 김찬희        | FW     | 포천 시민축구단                 | 자유 계약 | 여름 이적시장 |
| 24 | 브루노        | FW     | 하포엘 이로니 키르야트시모나 FC | 자유 계약 | 여름 이적시장 |

### 신인 드래프트 & 자유선발
| # | 이름   | 포지션 | 이전 구단            | 지명 유형 | 비고                   |
| - | ------ | ------ | -------------------- | --------- | ---------------------- |
| 1 | 황재정 | FW     | 충남기계공업고등학교 | 우선 지명 |                        |
| 2 | 이정문 | DF     | 충남기계공업고등학교 | 우선 지명 | 대학 진학 (연세대학교) |
| 3 | 송치봉 | DF     | 충남기계공업고등학교 | 우선 지명 | 대학 진학 ()           |
| 4 | 윤성한 | MF     | 충남기계공업고등학교 | 우선 지명 | 대학 진학 (청주대학교) |
| 5 | 이광재 | FW     | 충남기계공업고등학교 | 우선 지명 | 대학 진학 (배재대학교) |
| 6 | 박우정 | DF     | 경희대학교           | 자유 선발 |                        |
| 7 | 공용훈 | MF     | 용인대학교           | 자유 선발 |                        |
| 8 | 조상범 | MF     | 호남대학교           | 자유 선발 |                        |

### 방출
| #  | 이름          | 포지션 | 이적 구단           | 이적 유형 | 이적 시기     |
| -- | ------------- | ------ | ------------------- | --------- | ------------- |
| 1  | 진대성        | FW     | 제주 유나이티드     | 임대 복귀 | 겨울 이적시장 |
| 2  | 고민혁        | MF     | 울산 현대           | 임대 복귀 | 겨울 이적시장 |
| 3  | 구스타보      | FW     | 조인빌리 EC         | 임대 복귀 | 겨울 이적시장 |
| 4  | 김선민        | MF     | 대구 FC             | 완전 이적 | 겨울 이적시장 |
| 5  | 김동찬        | FW     | BEC 테로 사사나     | 자유 계약 | 겨울 이적시장 |
| 6  | 이동수        | MF     | 제주 유나이티드     | 트레이드  | 겨울 이적시장 |
| 7  | 이범수        | GK     | 경남 FC             | 완전 이적 | 겨울 이적시장 |
| 8  | 유승완        | FW     | 경주 한국수력원자력 | 완전 이적 | 겨울 이적시장 |
| 9  | 김지철        | GK     |                     | 자유 계약 | 겨울 이적시장 |
| 10 | 김형진        | DF     | FC 안양             | 자유 계약 | 겨울 이적시장 |
| 11 | 우현          | DF     | 송클라 유나이티드   | 자유 계약 | 겨울 이적시장 |
| 12 | 박준경        | MF     |                     | 은퇴      | 겨울 이적시장 |
| 13 | 오창현        | DF     | 화성 FC             | 자유 계약 | 겨울 이적시장 |
| 14 | 염광빈        | MF     | 이천 시민축구단     | 자유 계약 | 겨울 이적시장 |
| 15 | 최영효        | FW     | 화성 FC             | 자유 계약 | 겨울 이적시장 |
| 16 | 오혁진        | MF     |                     | 자유 계약 | 겨울 이적시장 |
| 17 | 김병석        | MF     | 서울 이랜드         | 완전 이적 | 겨울 이적시장 |
| 18 | 장클로드      | DF     |                     | 자유 계약 | 겨울 이적시장 |
| 19 | 강영제        | MF     | 화성 FC             | 자유 계약 | 겨울 이적시장 |
| 20 | 변정석        | DF     | 춘천 시민축구단     | 자유 계약 | 겨울 이적시장 |
| 21 | 김동곤        | DF     | 이천 시민축구단     | 자유 계약 | 겨울 이적시장 |
| 22 | 한승엽        | FW     | 천안시청            | 완전 이적 | 여름 이적시장 |
| 23 | 강승조        | MF     | 경남 FC             | 트레이드  | 여름 이적시장 |
| 24 | 공용훈        | MF     | 김해시청            | 임대      | 여름 이적시장 |
| 25 | 조예찬        | MF     | 경주 한국수력원자력 | 임대      | 여름 이적시장 |
| 26 | 김정주        | FW     | 경주 한국수력원자력 | 임대      | 여름 이적시장 |
| 27 | 남윤재        | FW     | 경주 한국수력원자력 | 임대      | 여름 이적시장 |
| 28 | 페드루 엔히키 | FW     | 함룬 스파르탄스 FC  | 자유 계약 | 여름 이적시장 |
| 29 | 안일주        | DF     |                     | 자유 계약 | 여름 이적시장 |

### 임대 및 군입대
| # | 이름   | 포지션 | 임대 구단           | 이적 시기     | 임대 기간 |
| - | ------ | ------ | ------------------- | ------------- | --------- |
| 1 | 한의권 | FW     | 아산 무궁화         | 여름 이적시장 | 21개월    |
| 2 | 박주원 | GK     | 아산 무궁화         | 겨울 이적시장 | 21개월    |
| 3 | 조예찬 | MF     | 경주 한국수력원자력 | 여름 이적시장 | 6개월     |
| 4 | 공용훈 | MF     | 김해시청            | 여름 이적시장 | 6개월     |
| 5 | 김정주 | FW     | 경주 한국수력원자력 | 여름 이적시장 | 6개월     |
| 6 | 남윤재 | FW     | 경주 한국수력원자력 | 여름 이적시장 | 6개월     |

## 수상

### 개인 수상
K리그 챌린지 주간 베스트 11
- 라운드 MVP는 굵은 글씨

| 라운드 | 선수                   |
| ------ | ---------------------- |
| 1      |                        |
| 2      | 이호석, 크리스찬       |
| 3      | 이호석                 |
| 4      |                        |
| 5      |                        |
| 6      |                        |
| 7      | 정민우                 |
| 8      |                        |
| 9      | 황인범                 |
| 10     |                        |
| 11     |                        |
| 12     |                        |
| 13     |                        |
| 14     |                        |
| 15     |                        |
| 16     | 레반, 크리스찬, 황인범 |
| 17     |                        |
| 18     | 이호석                 |
| 19     | 박주성, 전상훈, 김태은 |

| 라운드 | 선수                             |
| ------ | -------------------------------- |
| 20     |                                  |
| 21     | 레반, 브루노, 박주성             |
| 22     | 브루노                           |
| 23     | 황인범, 크리스찬, 박주성, 전수현 |
| 24     | 박주성                           |
| 25     |                                  |
| 26     | 정민우                           |
| 27     |                                  |
| 28     | 브루노                           |
| 29     | 황인범, 김찬희, 문진용           |
| 30     | 레반, 황인범                     |
| 31     |                                  |
| 32     | 황인범                           |
| 33     | 장원석                           |
| 34     |                                  |
| 35     | 황인범                           |
| 36     |                                  |

## 대전 시티즌 OB팀
6월 30일 연예인 회오리 축구단과의 친선 경기에 참여한 선수 명단

최은성의 경우 소속팀 경기 일정 탓에 참석하지 못하였으며, 공오균 역시 급하게 참석하지 못하게 되면서 공오균의 아들이 공오균을 대신하게 되었다.
| 이름   | 포지션 |
| ------ | ------ |
| 김기복 | 감독   |
| 제제   | GK     |
| 장철우 | DF     |
| 김태완 | DF     |
| 김정수 | DF     |
| 주승진 | DF     |
| 박철   | DF     |
| 배성재 | DF     |
| 김영근 | MF     |
| 이창엽 | MF     |
| 강정훈 | MF     |
| 이관우 | MF     |
| 오세종 | MF     |
| 공오균 | FW     |
| 김은중 | FW     |
| 김종현 | FW     |

## 같이 보기
- 대전 시티즌